# Fugitive Slave Act of 1850

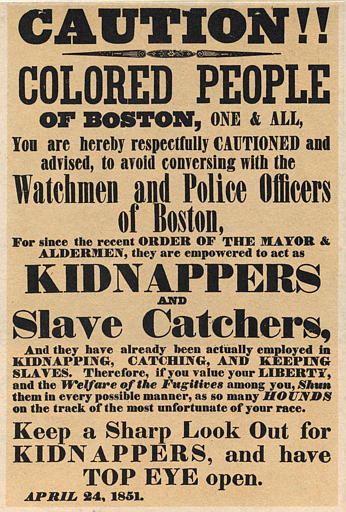
An April 24, 1851 poster warning the "colored people of Boston" about policemen acting as slave catchers.

Fugitive Slave Act of 1850 eller Fugitive Slave Law var en amerikansk lag som godkändes av USA:s kongress den 18 september 1850. Lagen var en del av 1850 års kompromiss och var en av dess mest kontroversiella element, då den handlade om förrymda slavar. 
Denna lag följde på den förra lagen angående förrymda slavar, Fugitive Slave Act of 1793, som hade garanterat en slavägares rätt att förfölja en förrymda slav in i en stat utan slaveri. Den reformerade lagen, Fugitive Slave Act of 1850, stadgade att myndigheter och medborgare i en slavfri stat hade en laglig skyldighet att bistå en slavägare att arrestera och återbörda en förrymd slav.
Lagen tillkom till stor del på grund av det växande antal slavar som framgångsrikt rymde till Nordstaterna genom den underjordiska järnvägen, med hjälp av abolitioniströrelsen, under 1840-talet. Lagen blev kontroversiell och resulterade i aktivt motstånd och engagemang mot slaveriet i Nordstaterna, där många dittills inte hade ägnat frågan mycket uppmärksamhet, och att abolitionismen växte i inflytande, något som bidrog till de spänningar som slutligen ledde fram till det amerikanska inbördeskriget elva år efteråt.